# Neurdein

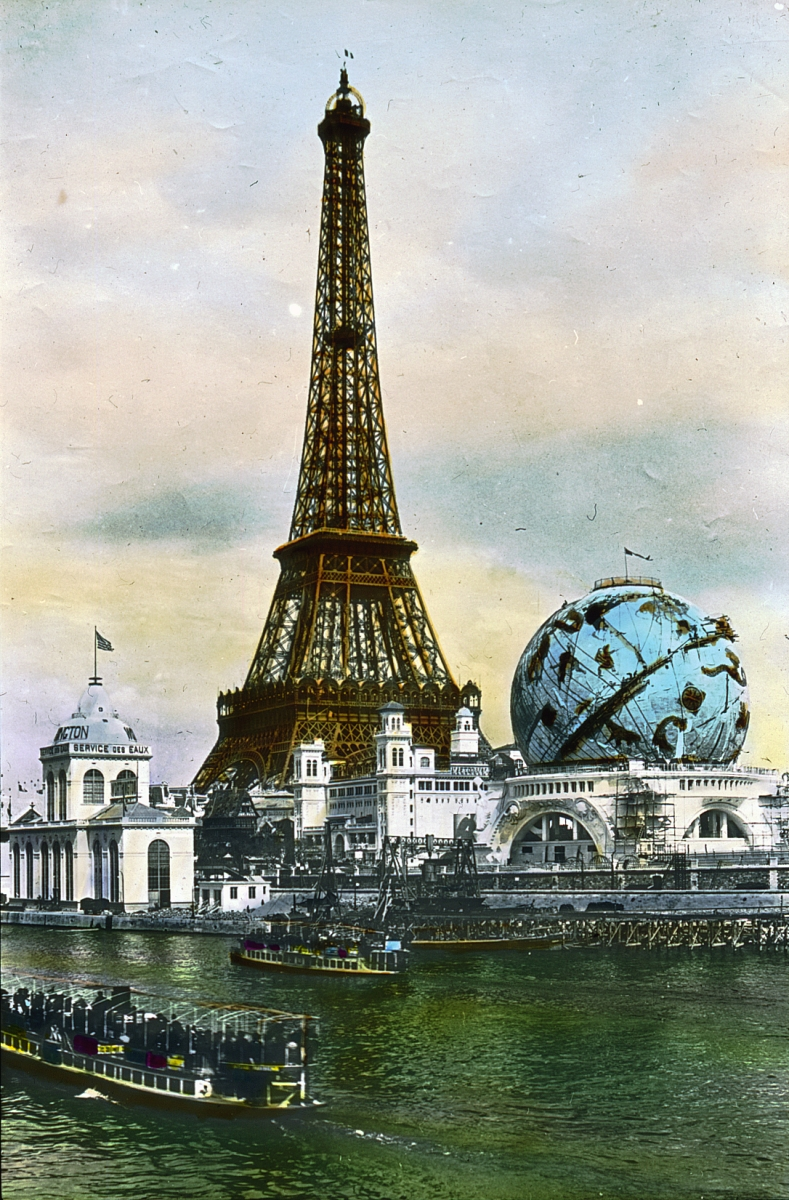
La tour Eiffel et le Globe céleste lors de l'Exposition universelle de 1900, Paris (France), photographiés par les Neurdein.

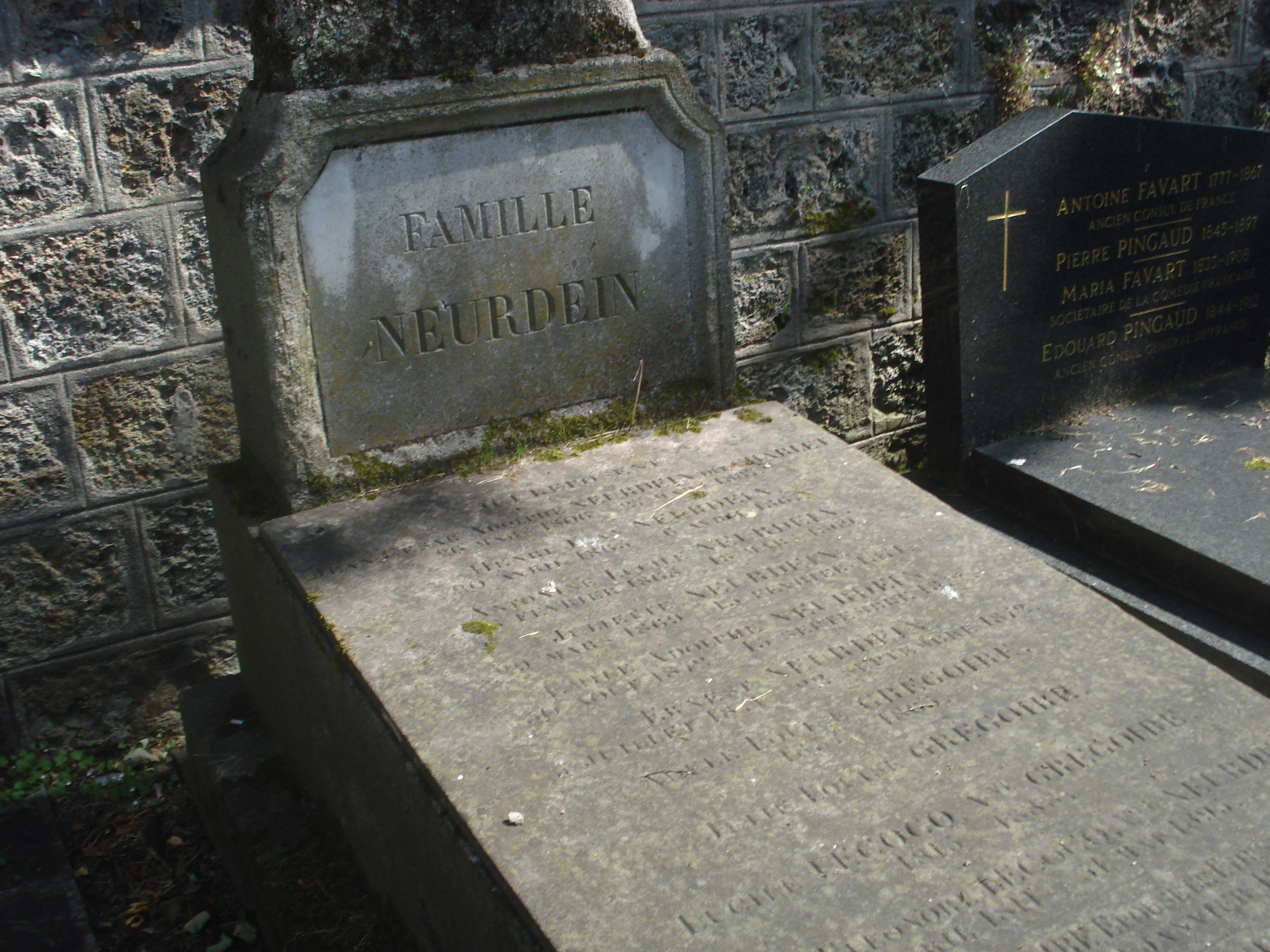
Sépulture de la famille Neurdein – Cimetière Montmartre

Les Neurdein sont une famille de photographes français :
- Jean César Adolphe Neurdein, connu sous le pseudonyme de Charlet, né le 26 mars 1806, mort le 27 mars 1867[1].

Ses fils :
- Étienne (3 décembre 1832 - 27 février 1918)[2],[3]
- Louis-Antonin (1846-1914)[4], membre de la Société française de photographie en 1884

## Historique
Étienne et Antonin, également photographes, s'associent dans un premier temps à Ernest Paris en 1864. Ils prennent leur indépendance vis-à-vis de leur confrère en 1868.
Ils obtiennent des prix aux expositions universelles de 1889 et 1900 et éditent de nombreuses cartes postales au début du XXe siècle avec la signature « ND » ou « ND Phot. ».
Ils créent en 1895 avec l'éditeur René Baschet une revue hebdomadaire Le Panorama. Merveilles de France, Belgique, Suisse, Algérie et Tunisie ; chaque numéro, de format à l’italienne, comprend un panorama photographique central et 14 photographies d'un site touristique ou pittoresque.
Leur société fusionne en 1922 avec « LL » (Léon & Lévy) et prend l'appellation « Lévy et Neurdein réunis ».

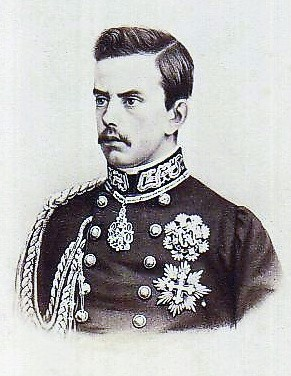
Humbert Ier de Savoie, futur Humbert Ier (roi d'Italie), photographié par Étienne Neurdein (1864-1870).
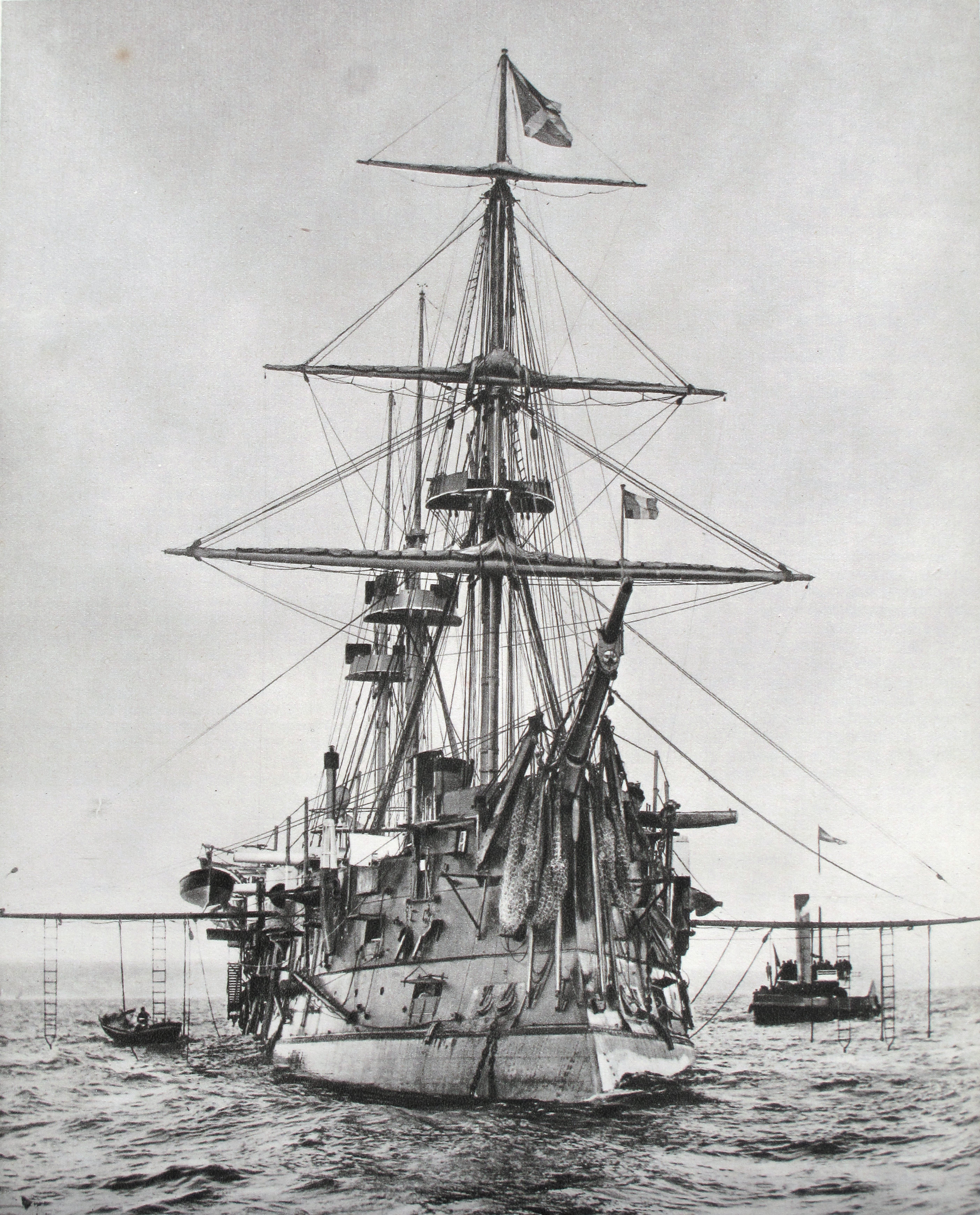
La frégate cuirassée Océan, photographiée par les Neurdein.
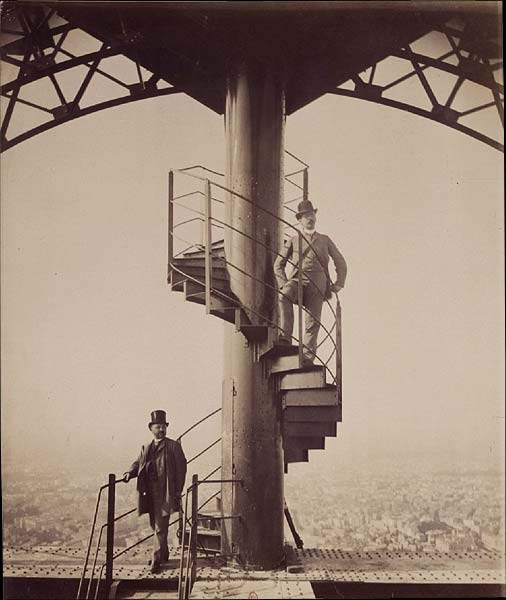
Gustave Eiffel posant au sommet de la tour Eiffel, photographié par les Neurdein (1889).
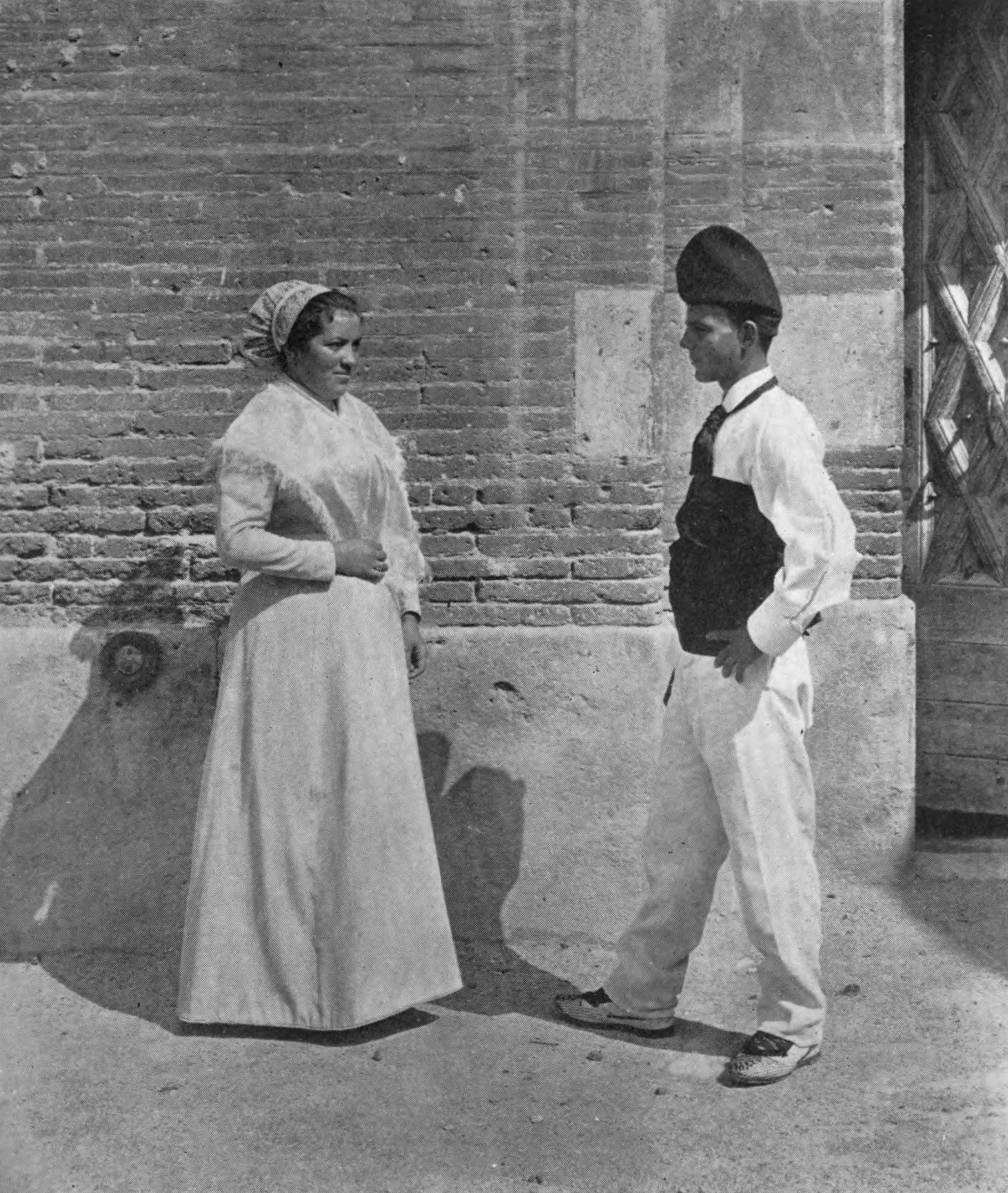
« Habitants du Roussillon » tiré du livre A book of the Pyrenees de Sabine Baring-Gould, photographiés par les Neurdein (1907).
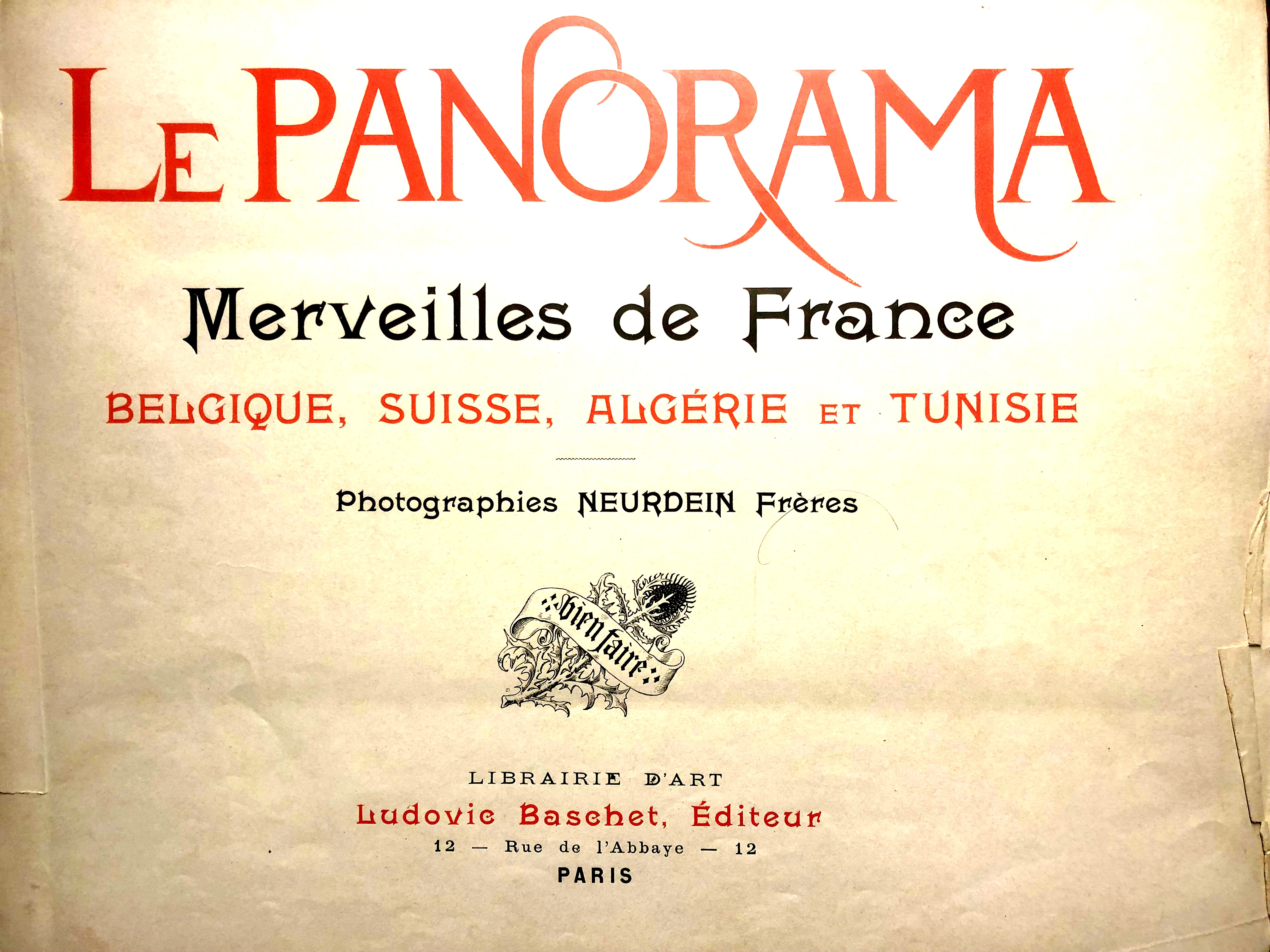
La revue Le Panorama.